# 2NE1 2nd Mini Album
2NE1 2nd Mini Album är den andra EP-skivan från den sydkoreanska musikgruppen 2NE1. Den släpptes den 28 juli 2011 för digital nedladdning och innehåller 6 låtar. Albumet debuterade på första plats på Gaon Chart den 30 juli 2011. En japansk version av skivan gavs ut med titeln Nolza den 21 september 2011 innehållande 5 låtar framförda på japanska. Albumet toppade Oricons albumlista och sålde totalt fler än 40 000 exemplar i Japan.

## Låtlista

### 2NE1 2nd Mini Album
| 1. | I Am the Best        | 3:30 |
| 2. | Ugly                 | 4:08 |
| 3. | Lonely               | 3:29 |
| 4. | Hate You             | 3:33 |
| 5. | Don't Cry            | 3:12 |
| 6. | Don't Stop the Music | 3:49 |

### Nolza
| 1. | I Am the Best        | 3:31 |
| 2. | Ugly                 | 4:11 |
| 3. | Lonely               | 3:30 |
| 4. | Hate You             | 3:33 |
| 5. | Don't Stop the Music | 3:50 |

## Listplaceringar
| Lista                 | Topplacering |
| --------------------- | ------------ |
| Japan (Oricon)        | 1            |
| Sydkorea (Gaon Chart) | 1            |